# Lipnik (województwo małopolskie)
Lipnik – wieś w Polsce położona w województwie małopolskim, w powiecie myślenickim, w gminie Wiśniowa, leżąca w dolinie potoku o tej samej nazwie.
W latach 1954–1961 wieś należała i była siedzibą władz gromady Lipnik, po jej zniesieniu w gromadzie Wiśniowa. W latach 1975–1998 miejscowość administracyjnie należała do województwa krakowskiego.

## Położenie
Lipnik położony jest częściowo na wschodnich stokach Kamiennika w Paśmie Lubomira i Łysiny, które według Jerzego Kondrackiego, autora regionalizacji fizycznogeograficznej Polski należy do Beskidu Wyspowego, częściowo zaś w dolinie Krzyworzeki należącej już do Pogórza Wiśnickiego. Tak więc miejscowość ta znajduje się w dwóch mezoregionach geograficznych. Przez Lipnik przepływa uchodzący do Krzyworzeki potok o tej samej nazwie. Lipnik jest dobrym punktem wypadowym ma pobliskie szczyty Kamiennik Południowy, Łysinę i Lubomir.

## Zarys historii
W 1346 roku Kazimierz Wielki nadał Teodorykowi zwanemu Sturm przywilej lokacji na prawie średzkim 60-łanowej wsi w lesie Lipnik, nad potokiem o tej samej nazwie (nazwę lasu wymienia m.in. dokument kasztelana krakowskiego Spicymira z 1333 r.). Z dokumentu biskupa krakowskiego Bodzanty z 1349 r. wiemy, że Lipnik należał wtedy do parafii w Wiśniowej. Początkowo była to wieś królewska, jednak w 1390 r. Władysław Jagiełło nadał ją w dziedziczne posiadanie Prandocie Lasce w nagrodę za zasługi. Odtąd wieś stała się wsią rycerską. W XV w. jej posiadaczami byli m.in. Jan i Dziersław z Wieruszyc.
W czasie rzezi galicyjskiej (1846) w Lipniku przebywał na urlopie żołnierz Jan Dudzik, który skrzyknął bandę chłopów i na jej czele ograbił dwór Dominika Dąbskiego, a dziedzica, ekonoma dworskiego, leśniczego i podleśniczego nakazał związać i obić cepami. W 1884 r. właścicielem Lipnika był Bogusław Janota Bzowski, po nim Kazimierz Janota Bzowski.
W czasie okupacji niemieckiej we wsi rozwijał się ruch oporu i tajne nauczanie. Z miejscowej placówki AK utworzono oddział „Prąd”, który latem 1944 r. wszedł w skład zgrupowania „Kamiennik”. W domach Lipnika, u stóp Kamiennika kwaterowały też inne oddziały partyzanckie. Prężnie działała terenówka, która 14 sierpnia 1944 r. bez pomocy oddziałów polowych rozbiła kilkunastoosobową grupę Ukraińców z 14 Dywizji SS-Galizien, rabującą wieś. Z Lipnika komendant Kościesza dowodził drogą radiową ruchami oddziałów w zwycięskim starciu 12 września 1944 r., które przeszło do historii pod nazwą bitwy pod Łysiną. Po wyjściu sił partyzanckich poza pierścień okrążenia, 17 i 18 września 1944 r. oddział niemiecki spacyfikował wieś. W akcji tej zamordowano 5 osób cywilnych oraz spalono 126 domów, ponad 60% zabudowy. W 1966 r. w ścianę Szkoły Podstawowej im. Partyzantów wmurowano tablicę pamiątkową.
Zobacz też: Lipnik.